# Важкі середовища
Важкі середовища (рос. тяжелые среды, англ. heavy medium, нім. schwere Flüssigkeiten) — рідинні системи, густина яких більша за густину води.

## Різновиди
Розрізняють такі різновиди важких середовищ:
- важкі суспензії — в яких підвищена густина досягається змішуванням води (або іншої рідини) з дрібно молотими частинками твердого суспензоїду або обважнювача (магнетит, барит, пірит, пісок, глина, феросиліцій, ґаленіт тощо) до утворення стійкої зависі;
- розчини важких неорганічних солей (хлористого цинку — ZnCl2 з густиною 2070 кг/м³, хлористого кальцію — CaCl2 з густиною 1650 кг/м³ та ін.);
- справжні важкі рідини (чотирихлористий вуглець, тетраброметан — C2H2Br4 з густиною 2960 кг/м³, бромоформ, дихлоретан, рідина Сушина-Рорбаха BaI2+HgI2 з густиною 3650 кг/м³, рідина Клерічі CH2(COOTl)2HCOOTl з густиною 4200 кг/м³, інші галоїдзаміщені вуглеводні).

Важка рідина повинна відповідати наступним вимогам:
- густина рідини повинна бути значно більшою густини легкого мінералу, повинна бути регульованою і не повинна змінюватися з часом;
- в'язкість рідини і її розчинність у воді повинні бути мінімальними;
- токсичність рідини повинна бути в межах санітарних норм і вона не повинна взаємодіяти з розділюваними мінералами;
- рідина повинна мати високу здатність до реґенерації, а її вартість не повинна бути високою.

Найбільш повно цим вимогам відповідає тетраброметан (нетоксичний, недорогий, не розчиняється в воді і т. д.).

Важкі суспензії використовуються як середовище для збагачення корисних копалин (важкосередовищне збагачення), розчини солей та справжні важкі рідини — для розшарування корисних копалин за густиною при їх дослідженні та виконанні фракційного аналізу, для обважнення бурових розчинів (див. буріння свердловин).